# Округ Индепенденс (Арканзас)
Округ Индепенденс (енгл. Independence County) је округ у америчкој савезној држави Арканзас. По попису из 2010. године број становника је 36.647. Седиште округа је град Бејтсвил.

## Демографија
Према попису становништва из 2010. у округу је живело 36.647 становника, што је 2.414 (7,1%) становника више него 2000. године.
| Група             | 2000.          | 2010.          |
| Белци             | 32.253 (94,2%) | 32.914 (89,8%) |
| Афроамериканци    | 697 (2,0%)     | 722 (2,0%)     |
| Азијати           | 222 (0,6%)     | 278 (0,8%)     |
| Хиспаноамериканци | 523 (1,5%)     | 2.139 (5,8%)   |
| Укупно            | 34.233         | 36.647         |